# Vanilla Ice
Vanilla Ice, né Robert Matthew Van Winkle à Dallas au Texas, le 31 octobre 1967, est un rappeur, acteur et animateur de télévision américain. Vanilla Ice publie son premier album, Hooked, en 1989 sur le label Ichiban Records, avant de signer un contrat avec SBK Records, un label dirigé par EMI Group qui publiera une version rééditée sous le titre de To the Extreme. Son single Ice Ice Baby, publié en 1990, est le premier single de hip-hop à atteindre les classements du Billboard.
Bien que populaire, Vanilla Ice regrette rapidement sa décision prise avec SBK, qui le rémunère afin d'adopter une approche plus commerciale et grand public et qui publie des informations biographiques fictives sans son consentement. Après une tentative échouée de suicide, Vanilla Ice décide de changer de style musical et de mode de vie. Les albums qui suivent, moins commerciaux, n'atteignent pas les classements ou sont rarement joués à la radio, mais Vanilla Ice parvient à garder un public fidèle. En 2009, Vanilla Ice anime The Vanilla Ice Project sur la chaîne DIY Network. Son dernier album WTF – Wisdom, Tenacity & Focus est publié en août 2011. Vanilla Ice est désormais en contrat avec le label Psychopathic Records.

## Biographie

### Jeunesse et éducation
Robert Matthew Van Winkle est né à Dallas, Texas, le 31 octobre 1967. Van Winkle n'a jamais connu son père biologique ; il tient son nom de famille de l'homme que sa mère a épousé avant sa naissance. Sa mère divorce lorsqu'il est âgé de quatre ans. Plus tard, il grandit entre Dallas et Miami, où son nouveau beau-père était vendeur de voitures. Le hip-hop influence très tôt Van Winkle, qui, selon ses termes, « est une véritable passion pour moi, parce que j'adore la poésie. Ça m'a complètement affecté et ça a fait de moi ce que je suis devenu aujourd'hui. » Entre 13 et 14 ans, Van Winkle se met au breakdance, et ses amis le surnomment « Vanilla » (vanille) car étant le seul de son groupe n'ayant aucune origine afro-américaine,. Il garde ce surnom bien qu'il le déteste. Peu après, Van Winkle se lance dans des battles et se fait surnommer MC Vanilla. Cependant, lorsqu'il décide de se mettre au breakdance, le surnom de Van Winkle devient « Vanilla Ice » mêlant son surnom Vanilla et un mouvement de breakdance appelé The Ice. Lorsque son beau-père lui offre la possibilité d'obtenir un meilleur travail à Carrollton, Vanilla Ice et sa mère reviennent habiter au Texas. Il s'inscrit à la R. L. Turner High School pendant une brève période avant d'abandonner ses études. Vanilla Ice écrit Ice Ice Baby à 16 ans, s'inspirant de paroles dites durant un weekend aux côtés de son ami et disc jockey D-Shay, originaire de Floride du Sud. Les paroles décrivent Vanilla Ice et Shay lors d'une fusillade au volant.

### Débuts dans la musique (1985-1989)
En 1985, il consacre toute son énergie au motocross, et gagne trois titres des Grand National Championships de Dallas. Après s'être brisé la cheville pendant une course, Vanilla Ice n'éprouve plus aucun intérêt à concourir, et décide d'utiliser son temps libre pour se perfectionner au breakdance. À cette période, Vanilla Ice met en avant ses talents de beatboxing et de breakdance dans la rue aux côtés de ses amis. Un soir à City Lights, un club de nuit de Dallas, son ami Squirrel le défie de monter sur scène pour un micro ouvert. il remporte le cœur du public et le manager de City Lights, John Bush, lui demande de jouer plus régulièrement, ce que Vanilla Ice accepte de faire. Vanilla Ice monte sur scène aux côtés des disc jockeys D-Shay et Zero, ainsi que Earthquake, disc jockey local de City Lights. The Vanilla Ice Posse, ou The V.I.P., jouera également sur scène aux côtés de Vanilla Ice. Membre du City Lights, Ice joue aux côtés de N.W.A, Public Enemy, The D.O.C., Tone Lōc, 2 Live Crew, Paula Abdul, Sinbad et MC Hammer.
En janvier 1987, Vanilla Ice est poignardé à cinq reprises lors d'une bagarre à l'extérieur du City Lights. Après dix jours à l'hôpital, Vanilla Ice signe un contrat avec le propriétaire de City Lights, Tommy Quon et sa société de management, Ultrax,. Deux ans plus tard, Vanilla Ice joue pour EPMD, Ice-T, Stetsasonic, et Sir Mix-A-Lot à la tournée Stop the Violence Tour. Quon voit en Vanilla Ice un grand potentiel commercial,. Avec Quon, ils enregistrent des chansons perfectionnées sur scène par Ice aux côtés de producteurs comme Khayree. Le premier album du rappeur, Hooked, « se vend à 48 000 exemplaires dans le sud. » Play That Funky Music est publié comme premier single de l'album, et Ice Ice Baby en devient la face B,. Tommy Quon envoie personnellement le single à de nombreuses chaînes de radio à travers les États-Unis, mais le single est rarement joué et lorsqu'il l'était, l'accueil n'est pas aussi élogieux que Quon l'espérait. Lorsque le disc jockey Darrell Jaye, originaire de Géorgie, joue Ice Ice Baby à la place de la face A du single, la chanson se popularise rapidement et est plus fréquemment jouée à la radio. Quon verse $8 000 pour la production du clip de Ice Ice Baby, fréquemment diffusé sur des chaînes comme The Box, popularisant encore plus la chanson.
Après le succès de Ice Ice Baby, le producteur de musique Suge Knight et deux de ses gardes du corps s'installent dans un restaurant appelé The Palm, situé à West Hollywood, où Ice était déjà. Bousculant les gardes du corps de Vanilla Ice, Knight et ses gardes du corps s'assoient devant lui, et le fixent longuement avant de lui demander « comment ça va ? ». Ce type d'incident se répètera par la suite. Finalement, Knight pénètre dans l'hôtel dans lequel Vanilla Ice s'était installé, au quinzième étage du Bel Age Hotel, accompagné par un membre des Oakland Raiders. D'après Vanilla Ice, Knight l'aurait amené de force sur le balcon, et le menace de le jeter à moins qu'il ne lui donne les droits de publication de sa chanson ; Knight utilisera l'argent de Vanilla Ice pour aider à financer Death Row Records,.

### Succès (1990-1993)
Attiré par les talents de Vanilla Ice, Public Enemy tentent de convaincre leur producteur, Hank Shocklee, de le signer à Def Jam mais Vanilla Ice signera finalement avec SBK Records en 1990. SBK remixe et réédite Hooked sous le titre de To the Extreme. La réédition se compose d'une nouvelle pochette et d'une nouvelle approche musicale. Selon Vanilla Ice, SBK l'aurait payé pour adopter une approche plus grand public et conventionnelle. Vanilla Ice regrettera sa décision prise à SBK.
To the Extreme devient l'album de hip-hop le mieux vendu de tous les temps, culminant à la première place du Billboard 200 pendant seize semaines, et vendu à plus de 11 millions d'exemplaires. L'exécutif de SBK, Monte Lipman, annonce plus de 200 requêtes de chaînes de radio par téléphone pour Ice Ice Baby. SBK souhaite organiser une tournée avec Vanilla Ice aussi vite que possible. MC Hammer, un vieux compagnon, assisté Vanilla Ice à l'ouverture de sa tournée. L'accueil de To the Extreme est mitigé. Entertainment Weekly lui attribue une note de B, félicitant en premier lieu les titres Ice Ice Baby, Play That Funky Music, Dancin' et It's a Party. Robert Christgau attribue à l'album une note de C−.
À la fin de 1990, Vanilla Ice devient le nouveau petit ami de Madonna pendant huit mois, et apparaît sur la couverture de son ouvrage Sex. Au point culminant de la popularité de Vanilla Ice, SBK achète les droits de fabrication d'une poupée à son effigie à la société THQ. En janvier 1991, il est invité au Saturday Night Live. Vanilla Ice se lance dans une carrière d'acteur avec le film Les Tortues Ninja 2, qu'il qualifie plus tard de « l'une des expériences les plus cool » de sa carrière. Vanilla Ice est très protecteur de sa vie personnelle et de sa famille. Lorsqu'un journaliste du Dallas Morning News demande à Vanilla Ice quel type de travail faisait sa mère, Ice répond : « ça te regarde pas, putain. » Pour rectifier le tir, son ancien label écrit une biographie fictive en son nom et tente de la faire passer pour sa véritable vie privée sans son consentement. En tournée en 1991, Vanilla Ice découvre la publication de cette prétendue autobiographie, détaillant de fausses informations comme le fait qu'il ait étudié aux côtés de Luther Campbell et ses conditions de vie à Miami, que Vanilla Ice démentira par la suite.
La deuxième publication majeure de Vanilla Ice est un album live intitulé Extremely Live, en mars 1991. L'album est enregistré pendant la performance de Vanilla Ice à Miami. Composé de nouvelles chansons comme Rollin' in My 5.0, Road To My Riches et Satisfaction, l'album atteint la 30e place du Billboard 200, mais est négativement accueilli par la presse spécialisée, notamment par David Browne de Entertainment Weekly qui qualifie l'album du « plus ridicule qu'il ait jamais publié », le comparant au Best of Marcel Marceau, un album qui se compose de parties silencieuses et de brefs applaudissements. Monte Lipman explique plus tard que SBK avait publié cet album afin de tirer profit de la popularité de Vanilla Ice. En avril 1991, Vanilla Ice se lance dans le tournage du film Cool as Ice produit par SBK, dans lequel il endosse le rôle principal.
Cool as Ice est diffusé le 18 octobre 1991 dans 393 salles de cinéma à travers les États-Unis, engendrant $638 000 de revenus, et est classé 14e des films de la semaine. L'accueil du film est négatif. Rotten Tomatoes lui attribue une moyenne générale de 8 %. Vanilla Ice remporte un Golden Raspberry Award dans la catégorie de « pire nouvelle star ». SBK explique avoir surestimé Vanilla Ice, et ce dernier décide de s'éloigner de la société. Fin 1991, Vanilla Ice participe au Circus of the Stars and Sideshow, conduisant une moto et traversant un mur en feu. Sa popularité déclinant aux États-Unis, Vanilla Ice continue sa tournée en 1992, en Amérique du Sud, en Europe, en Australie, et en Asie, jouant de nouvelles chansons comme Get Loose, The Wrath, Now and Forever, Where the Dogs At? (All Night Long), Minutes of Power et Iceman Party. Après une soirée à Acapulco, la ville honore Vanilla Ice d'une médaille représentant « tout le respect et l'admiration portée pour la musique de Vanilla Ice. » Vanilla Ice devient également porte-parole de Nike et Coca-Cola en 1991 et 1992. En 1993, Vanilla Ice se lance dans une tournée en Europe de l'Est, puis joue de nouvelles chansons à Saint-Pétersbourg, en Russie, devant le président de l'époque, Boris Yeltsin.

### Mind Blowin, pause et toxicomanie (1994-1996)
Après plusieurs tournées sans relâche pendant trois ans, Vanilla Ice prend une pause en 1993 et se lance dans la compétition de motomarine et encore une fois dans le motocross. Vanilla Ice répond directement aux critiques en travaillant plus dur sur ses prochains albums. En 1992, Vanilla Ice écrit une réponse musicale à 3rd Bass et Marky Mark and the Funky Bunch.
En 1994, la popularité et l'image de Vanilla Ice déclinent significativement. Bien plus intéressé par le mouvement rastafari, Vanilla Ice devient végétarien, se fait des dreadlocks, et parle plus ouvertement de la consommation de cannabis. Le 22 mars 1994, Vanilla Ice publie son deuxième album, Mind Blowin'. L'accueil ne lui est pas favorable ; Entertainment Weekly qualifie l'album de « plus bruyant que brilliant. » Rolling Stone félicite la chanson Get Loose qu'il qualifie d'« entraînant », considérant les paroles comme « ineptes ». Stephen Thomas Erlewine d'Allrovi explique qu'« il n'y a pas un seul moment établissant une vraie identité musicale, et tout ça est plutôt gênant. » Le bassiste du groupe Primus Les Claypool répond aux paroles de Vanilla Ice concernant le cannabis : « c'est drôle et sympathique, mais elles pourraient être mal interprétées par les mauvaises personnes. »
À cette période, Vanilla Ice commence à consommer de l'ecstasy, de la cocaïne et de l'héroïne. Pendant ces moments critiques, Vanilla Ice se fait tatouer. Vanilla Ice décide ensuite de changer de mode de vie. Pour marquer son nouveau départ, il se fait tatouer une feuille sur l'estomac. Après sa tournée Mind Blowin’ outremer en 1995, Vanilla Ice vend sa propriété en Californie et s'éloigne de la musique, préférant se consacrer au motocross et au jet ski en Floride. Ce même été, Vanilla Ice finit sixième d'une course en jet-ski. Il y rencontre sa future épouse, Laura Giaritta, un an après sa tentative échouée de suicide lors d'une fête du 4 juillet, en 1995.

### Retour sur scène (1997-2001)
Vanilla Ice se lie d'amitié avec le producteur Ross Robinson, connu pour ses travaux aux côtés de Deftones, Korn, Limp Bizkit et Sepultura. Robinson et Vanilla Ice partagent une passion pour le motocross. Monte Lipman attend de Robinson la production d'un nouvel album de Vanilla Ice. Selon Robinson, d'autres lui auraient découragé de collaborer avec Vanilla Ice, expliquant que cela pourrait entacher sa réputation. En réalité, leur crainte n'a fait qu'encourager Robinson à collaborer avec lui. Dans une entrevue, Robinson explique que « c'était la chose la plus punk-rock qu'on pouvait faire ». Mécontent de son ancienne image, Winkle explique ne jamais avoir eu de problème avec ses anciennes œuvres musicales. Vanilla Ice décide, plutôt que de changer de nom de scène, et dans l'espoir de faire table rase du passé, réserver une centaine de dates de concert.
La troisième album de Vanilla Ice, Hard to Swallow, se compose d'un son bien plus sombre que ses prédécesseurs, et d'un mélange de différents styles de hip-hop et de hard rock qui attire l'attention médiatique. Vanilla Ice attire un tout nouveau public lors de ses tournées. Malgré la popularité de nouveau grandissante de Vanilla Ice et une certification en disque d'or, l'accueil de l'album par la presse spécialisée est négatif. Jon Pareles du New York Times écrit que « la chanson la plus louable, Scars, condamne les actes d'un père abusif. Ça aurait fait le buzz si Korn n'avait pas déjà exploré le sujet. » Richard Torres de Rolling Stone lui attribue une note de deux étoiles sur cinq. Dans The New Rolling Stone Album Guide, Rob Kemp attribue à l'album une note de trois sur cinq, expliquant qu'il s'agit de l'album de Vanilla Ice le « plus convaincant ». La majeure partie des exécutifs de SonyBMG prédisaient un succès de l'album contrairement à To The Extreme. Pour la promotion de Hard to Swallow, Vanilla Ice se lance dans une tournée en groupe aux côtés du bassiste Scott Shriner. Le groupe ouvre avec du rock issu de Hard to Swallow et conclut avec ses anciennes chansons hip-hop. La liste des titres inclut également Power, inspiré du titre Immigrant Song de Led Zeppelin.
Vanilla Ice était membre d'une équipe de softball The Hip Hop Stars avec Dr. Dre, Snoop Dogg et Method Man dans un jeu appelé MTV Rock N' Jock en 1999. Plus tard en 1999, MTV invite Vanilla Ice à se joindre à la chaîne pour « supprimer » le clip vidéo de son titre Ice Ice Baby à l'émission 25 Lame, durant laquelle il doit détruire la cassette vidéo de son clip. Vanilla Ice, muni alors d'une batte de baseball, finit par détruire la cassette, et tout le matériel de tournage de l'émission,. En 2001, DJ ReAnimator remixe Ice Ice Baby avec des parties vocales réenregistrées par Vanilla Ice. Ice Ice Baby 2001 est publié comme single et en clip vidéo en Europe, qui engendre ainsi un nouvel engouement pour Vanilla Ice.
Popularisé chez un nouveau public, Vanilla Ice commence à enregistrer indépendamment, bien que toujours signé avec Universal. Lors d'une session d'enregistrement, Vanilla Ice fait la rencontre du groupe féminin de hard rock Betty Blowtorch. Bianca Halstead, membre du groupe, demande à Vanilla Ice s'il souhaite contribuer à une interlude de rap dans leur chanson Size Queen. Sur cette collaboration entre Vanilla Ice et le groupe, la chanteuse et bassiste Halstead explique : « je lui ai demandé s'il était capable de rapper sur la chanson et il a répondu qu'il pouvait rapper sur n'importe quoi. Et il a réussi ! » Son beau-père demande à Vanilla Ice de travailler de nouveau avec son ancien manager Tommy Quon, espérant ainsi recréer la magie des années 1990, ce que Vanilla Ice refuse expliquant apprécier la musique et non la gloire.
En mai 2000, Vanilla Ice lutte dans un match de la fédération Juggalo Championship Wrestling, renommée Juggalo Championshit Wrestling, remplaçant le membre d'Insane Clown Posse Shaggy 2 Dope, blessé durant un match. MTV News rapporte la participation d'Insane Clown Posse au nouvel album de Vanilla Ice, à cette période encore intitulé Bomb Tha System. En octobre 2000, Vanilla Ice annonce finalement le titre de Skabz, et la participation de Chuck D à l'album. Il devait à l'origine être publié en double-album, comportant un disque orienté hip-hop et un autre orienté rock. En juillet 2001, Vanilla Ice joue à la deuxième édition de Gathering of the Juggalos. Le 23 octobre 2001, Skabz et Bomb Tha System sont publiés en même temps que l'album Bi-Polar. L'album fait également participer La the Darkman, Perla, Insane Poetry et Bob Kakaha. Bradley Torreano d'Allrovi accueille négativement l'album, qu'il décrit de « sauvagement inégalé, mais ridiculement mauvais », mais maintient que « Vanilla Ice est quand même mieux que la plupart des groupes rap-metal formés en 2000/2001. » Dans le New Rolling Stone Album Guide, Rob Kemp attribue à l'album une étoile sur cinq, décrivant l'album de « totalement apathique. » Selon un exécutif de Sony BMG exécutif, les ventes de Bi-Polar ne sont « pas si mauvaises... pour du Vanilla Ice. Elles sont très respectables. Véritablement,. »

### Parcours indépendant (2002-2009)

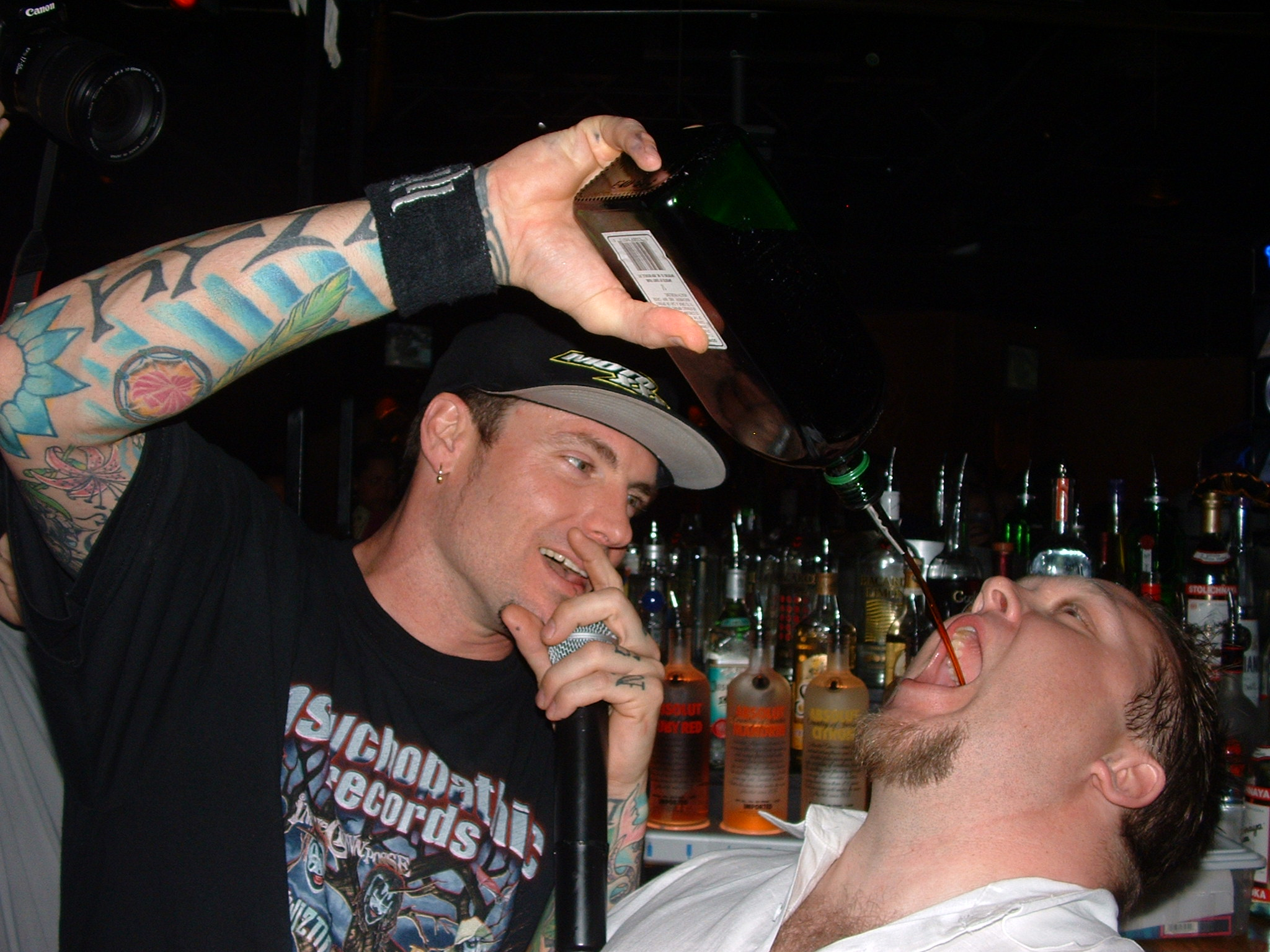
Vanilla Ice au Tex-Mex Grill de Baltimore en mars 2007.

De nouveau avec Quon comme manager, Vanilla Ice est prévu pour participer à plusieurs émissions télévisées. Vanilla Ice, artiste dans l'âme, pense que cette expérience n'en serait que bénéfique pour lui. En 2002, il apparaît dans Celebrity Boxing, luttant face à Todd Bridges sous le nom de Bi-Polar. En 2003, ils apparaît dans cinq épisodes d' Hollywood Squares, huit épisodes de The Farm et trois épisodes de Celebrity Bull Riding Challenge, ainsi que brièvement dans The New Guy en 2002. À cette période, Vanilla Ice revient dans le monde du motocross. Il participe aux X Games de 2002, et se classe septième au Suzuki Crossover Challenge de 2003, selon le magazine Sports Illustrated. En 2003, Vanilla Ice contribue aux parties vocales du titre Off the Chain de 7x70, un projet parallèle du batteur d'Iron Maiden Nicko McBrain et du guitariste d'Anthrax Dan Spitz. Une démo de la chanson filtre sans consentement sur Internet en juin,. En 2003, Ultrax réédite Bomb Tha System (la seconde partie de Bi-Polar) sous le titre Hot Sex, qui est un single issu de l'album original. Entre janvier et février 2004, Vanilla Ice participe à l'émission de téléralité The Surreal Life.
Le 2 août 2005, Vanilla Ice publie son cinquième album studio, Platinum Underground. Vanilla Ice explique que le titre de l'album s'inspire du fait qu'il puisse maintenir son public même sans promotion commerciale. En 2007, Vanilla Ice revient dans une série dérivée de The Surreal Life intitulée The Surreal Life: Fame Games. En septembre 2008, Vanilla Ice signe un contrat avec Cleopatra Records, et enregistre l'album de reprises Vanilla Ice Is Back! à la demande du label. L'album est publié le 4 novembre 2008, et se compose de reprises de chansons de Public Enemy, House of Pain, Bob Marley, et Cypress Hill. IGN décrit l'album comme « un effort gênant qui aurait mieux fait de ne pas quitter le studio de Vanilla Ice (ou au minimum qui aurait pu filtrer sur YouTube, puis laisser pisser ». Le 27 février 2009, Vanilla Ice joue aux côtés de MC Hammer à Orem (Utah) dans un événement appelé Hammer Pants And Ice.

### Dernières activités (depuis 2010)
Vanilla Ice est invité aux National Television Awards en janvier 2010 et y joue avec Jedward leur remix et premier single Under Pressure (Ice Ice Baby). Vanilla Ice enregistre également son couplet pour leur album Planet Jedward et participe au clip. Vanilla Ice participe au concert des Back2Kool aux côtés de Turbo B et MC Hammer, jouant à l'international à la fin de 2010. Ice se réunit avec son ancien DJ ; Floyd « Earthquake » Brown pour le reste de la tournée outre-mer. Au début de 2011, Vanilla Ice participe à la sixième saison de l'émission britannique Dancing on Ice. En 2009, Vanilla Ice démarre le tournage d'une émission appelée The Vanilla Ice Project diffusée sur DIY Network le 4 octobre 2010,. En 2011, Vanilla Ice publie un ouvrage sur le sujet, Vanilla Ice Project – Real Estate Guide.
En juin 2011, Vanilla Ice joue un rôle dans le film That's My Boy (diffusé en 2012). Dans le film, Vanilla Ice joue une version exagérée de lui-même, appelée Uncle Vanny. En août, Vanilla Ice joue au Gathering of the Juggalos, durant lequel il annonce officiellement sa signature sur le label Psychopathic Records. Son sixième album, WTF, est publié le 19 juin 2011 au label Radium Records,. En décembre 2011, Vanilla Ice joue le Captain Hook au Central Theatre de Chatham, un rôle anciennement joué par Henry Winkler. Le 12 mai 2012, Vanilla Ice aide au lancement du parc d'attraction Mr. Freeze Reverse Blast aux Six Flags over Texas d'Arlington avec un concert gratuit. Le 15 septembre 2013, Vanilla Ice joue aux Houston Texans.

## Discographie

### Albums studio
- 1989 : Hooked
- 1990 : To the Extreme
- 1991 : Extremely Live
- 1994 : Mind Blowin
- 1998 : Hard to Swallow
- 1999 : The Best of Vanilla Ice
- 2001 : Bipolar
- 2001 : The Best of Vanilla Ice
- 2003 : Hot Sex
- 2005 : Platinum Underground
- 2011 : W.T.F. (Wisdom, Tenacity and Focus)

### Compilations
- 1998 : Back 2 Back Hits
- 2006 : The Best of Vanilla Ice

### Album live
- 1991 : Extremely Live

### Album de remixes
- 2008 : Vanilla Ice Is Back!

## Filmographie
- 1991 : Cool as Ice de David Kellogg : histoire inspirée de La Fureur de vivre
- 1991 : Les Tortues Ninja 2 (Les Tortues Ninja 2) : Lui-même
- 2000 : Da Hip Hop Witch : Lui-même
- 2002 : Le Nouveau : Lui-même
- 2005 : The Helix...Loaded : Theo
- 2007 : The Bros. : Lui-même
- 2010 : Big Money Rustlas : Heckler
- 2012 : Crazy Dad : Lui-même
- 2015 : The Ridiculous 6 : Mark Twain
- 2017: Sandy Wexler : Lui-même
- 2018: Dead pool 2 : Lui-même
- 2020: "The wrong Missy": Lui-même